# La cabeza del filósofo
La cabeza del filósofo es un retrato en bronce de un filósofo, esta pieza fue encontrada junto a otras obras de gran valor en el naufragio de Anticitera (año 1900), que reúne obras tan emblemáticas a nivel mundial como el mecanismo de Anticitera, una rueda de bronce que según los estudiosos es el mecanismo más antiguo de la historia.

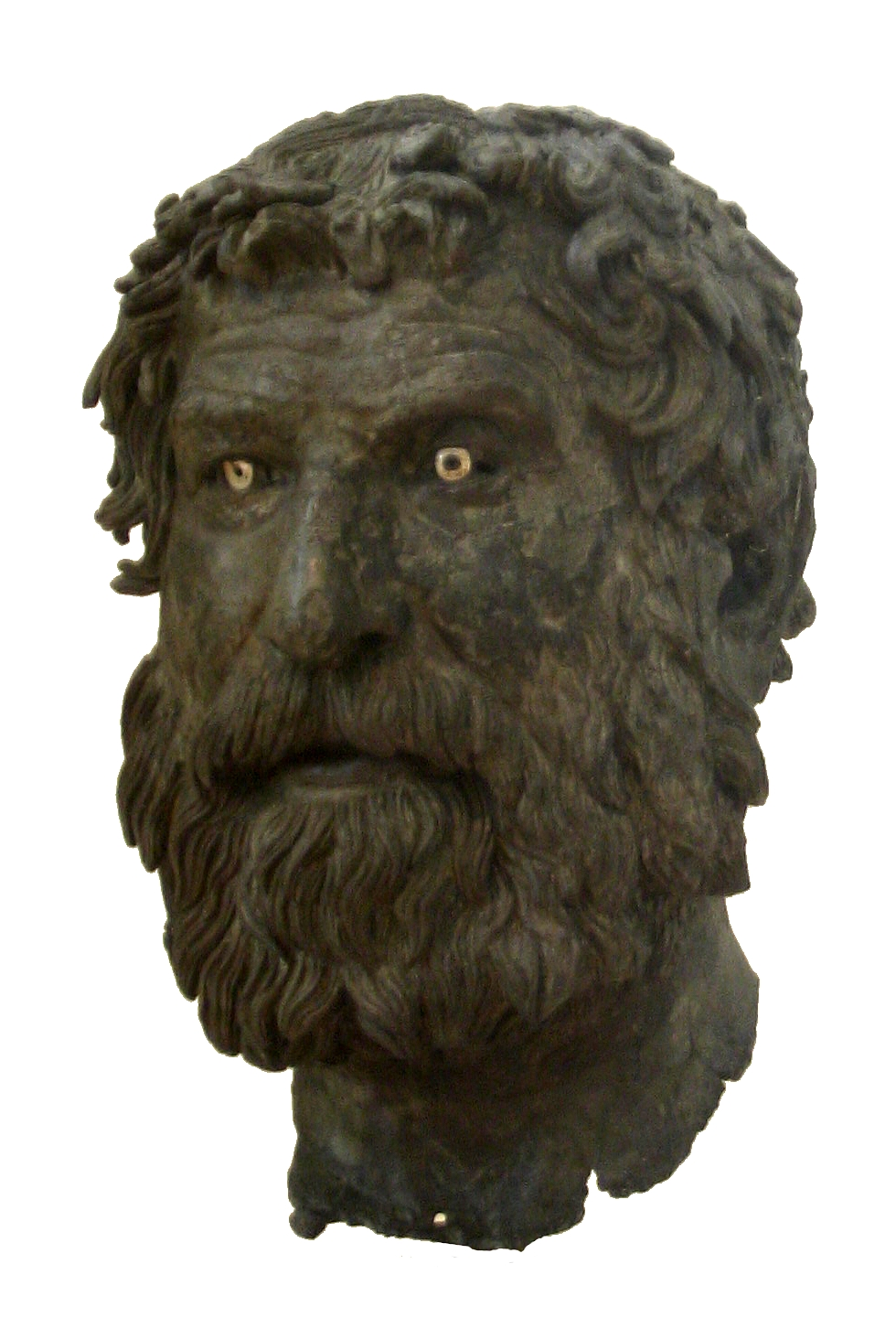
Retrato en bronce de Bión el Boristenita.

## Historia
Cuando se encontró aún quedaban algunos fragmentos de su cuerpo, que actualmente se encuentran en el Museo Arqueológico Nacional de Atenas. El autor aún en día se desconoce, lo que si se sabe es la identidad del retratado, su nombre es Bión de Borístenes, un antiguo esclavo que se empapó de las enseñanzas filosóficas de Atenas, donde pasó varios años antes de que fuera contratado por la corte macedonia de Antígono Gónatas.

## Descripción
La fealdad del sujeto fue hecha intencionalmente para mostrar los sentimientos del filósofo en aquel momento, esto se acompaña con un pelo alborotado y la increíble densidad del bigote y la barba. Si nos fijamos más a detalle, el rostro muestra una selva de sentimientos inexplicables, la vitalidad, la intensidad, la serenidad, son algunos de los elementos que encajarían mejor con los rasgos de este retrato.